# Česká fotbalová liga 1994/1995
Sezóna 1994/1995 ČFL byla 2. sezónou v samostatné české fotbalové lize. Vítězství a postup do 2. fotbalové ligy 1995/96 si zajistil klub SK Chrudim 1887. Týmy FCK Mladá Boleslav, FC Agrox Vlašim, FC Sparta Krč Praha a SK Strakonice 1908 sestoupily do divize.

## Tabulka
| Poř. | Tým                   | Z  | V  | R  | P  | VG | OG | B  |
| ---- | --------------------- | -- | -- | -- | -- | -- | -- | -- |
| 1.   | SK Chrudim 1887       | 34 | 25 | 4  | 5  | 66 | 30 | 79 |
| 2.   | FK Pelikán Děčín      | 34 | 22 | 4  | 8  | 81 | 35 | 70 |
| 3.   | FK Dukla Praha        | 34 | 21 | 7  | 6  | 83 | 38 | 70 |
| 4.   | TJ Spolana Neratovice | 34 | 17 | 6  | 11 | 75 | 48 | 57 |
| 5.   | AC Sparta Praha B     | 34 | 17 | 6  | 11 | 61 | 49 | 57 |
| 6.   | FK Baník Most SHD     | 34 | 15 | 9  | 10 | 56 | 40 | 54 |
| 7.   | SK Roudnice nad Labem | 34 | 14 | 9  | 11 | 54 | 48 | 51 |
| 8.   | EME Mělník            | 34 | 15 | 4  | 15 | 51 | 56 | 49 |
| 9.   | SK Český Brod         | 34 | 13 | 7  | 14 | 60 | 47 | 46 |
| 10.  | VT Chomutov           | 34 | 13 | 6  | 15 | 44 | 45 | 45 |
| 11.  | FK Lokomotiva Kladno  | 34 | 13 | 6  | 15 | 44 | 48 | 45 |
| 12.  | SK Slavia Praha B     | 34 | 11 | 11 | 12 | 46 | 50 | 44 |
| 13.  | VTJ Karlovy Vary      | 34 | 10 | 10 | 14 | 49 | 56 | 40 |
| 14.  | FK Tábor              | 34 | 9  | 7  | 18 | 19 | 52 | 34 |
| 15.  | FCK Mladá Boleslav    | 34 | 7  | 12 | 15 | 34 | 53 | 33 |
| 16.  | FC Agrox Vlašim       | 34 | 10 | 2  | 22 | 39 | 79 | 32 |
| 17.  | FC Sparta Krč Praha   | 34 | 7  | 7  | 20 | 19 | 58 | 26 |
| 18.  | SK Strakonice 1908    | 34 | 5  | 7  | 22 | 23 | 72 | 22 |

Poznámky:
- Z = Odehrané zápasy; V = Vítězství; R = Remízy; P = Prohry; VG = Vstřelené góly; OG = Obdržené góly; B = Body

|  | 2. česká fotbalová liga 1995/96 |
|  | Sestup                          |

## Soupisky mužstev

### SK Chrudim 1887
P. Mrázek (-/0),
M. Samek (-/0),
Martin Tomek (-/0),
Ivo Viktor (-/0) -
Roman Dobruský  (-/9),
David Franc (-/0),
Lumír Havránek (-/0),
Ivan Kopecký (-/3),
Jiří Kotyza (-/4),
Roman Kyral (-/6),
Vítězslav Lavička (-/9),
Miloš Marek (-/14),
Miloš Moravec (-/0),
Milan Nedvěd (-/1),
Miroslav Obermajer (-/1),
Tomáš Racek (-/3),
Petr Remeš (-/1),
Martin Roček (-/2),
Dušan Suchý (-/4),
J. Šlégr (-/0),
Pavel Veniger (-/1),
M. Větrovský (-/0),
J. Zavřel (-/1),
Július Zemaník (-/5) -
trenér Luděk Zajíc

### FK Pelikán Děčín
Pavel Andok (-/0),
Milan Švenger (-/0) -
Karel Andok (-/0),
M. Brožek (-/0),
Aleš Češek (-/4),
Pavel Dornbach (-/7),
Slavomír Galbavý (-/13),
K. Hanzálius (-/3),
Petr Jirásko (-/7),
Roman Jurenka (-/2),
Zdeněk Klucký (-/1),
P. Kolda (-/1),
H. Kubín (-/7),
Jaroslav Kurej (-/4),
O. Latyškin (-/10),
T. Plucha (-/0),
P. Přibyl (-/1),
Jiří Šindelář (-/0),
Michal Vašák (-/4),
V. Vašák (-/9),
P. Vavřička (-/8),
Jan Žebro  (-/0) -
trenér Josef Masopust

### FK Dukla Praha
Antonín Kinský (-/0), 
Michal Vorel  (-/0) -
Marek Brajer (-/2),
P. Fila (-/4),
Zdeněk Hrdina (-/0),
František Jakubec (-/1),
Tomáš Janda (-/14),
Patrik Jeřábek (-/5),
Jiří Jeslínek (-/2),
Václav Koloušek (-/6),
Roman Komárek (-/2),
František Koubek (-/16),
L. Kurucz (-/1),
Tomáš Mašek (-/0),
Ľubomír Mihok (-/0),
Josef Münzberger (-/0),
Petr Podzemský (-/2),
Petr Rydval (-/2),
Radek Urban (-/0),
D. Vácha (-/0),
Pavel Vašíček (-/12),
Marek Vít (-/6),
Evžen Vohák (-/0),
J. Vondrák (-/6),
Radek Zlatník (-/0),
Jan Žebro (-/0) -
trenéři Svatopluk Bouška a Radomír Sokol

### TJ Spolana Neratovice
Jiří Lindovský (-/0),
J. Lochman (-/0),
David Lomský (-/0),
M. Žlab (-/0) -
Zdeněk Čurilla (-/2), 
Pavel Dobeš (-/2), 
M. Dolejší (-/1),
Z. Dryják (-/0),
Josef Gabčo (-/12),
Zdeněk Houštecký (-/0), 
P. Janota (-/3),
Daniel Kaplan (-/6),
Marek Kincl (-/5),
P. Klouček (-/7),
J. Kočárek (-/0),
Petr Krištůfek (-/6),
K. Machač (-/3),
J. Myslivec (-/0),
M. Pospíšil (-/0), 
Tomáš Pšenička (-/7),
H. Rybák (-/0),
David Sládeček (-/12),
F. Šamberg (-/0),
J. Škoda (-/0),
K. Šidlo (-/0),
Luboš Urban (-/1),
M. Vacek (-/2),
Jaroslav Vrábel (-4),
David Zoubek (-/1) -
trenéři Jaroslav Vavroch a Otakar Dolejš

### AC Sparta Praha B
J. Gabriel (-/0),
T. Chodura (-/0),
M. Mojžíš (-/0) -
J. Burda (-/1),
Václav Dolista (-/1),
P. Dvořák (-/0),
Martin Frýdek (-/0),
Peter Gunda (-/2),
P. Hájek (-/1),
Jan Koller (-/17),
Jozef Kostelník (-/2),
M. Král (-/0),
T. Marko (-/2),
J. Miňovský (-/0),
Pavel Nedvěd (-/1),
Jiří Němec (-/3),
Zdeněk Němec (-/0),
M. Pánek (-/0),
Petr Pejša (-/3),
M. Petrák (-/0),
Radek Petrák (-/1),
Antonín Plachý (-/3),
Tomáš Požár (-/1), 
P. Prokop (-/0),
Miroslav Rada (-/1),
P. Seidl (-/0),
Horst Siegl (-/0),
J. Spurný (-/1),
T. Stracený (-/6),
Zdeněk Svoboda (-/0),
Miroslav Vápeník (-/0),
P. Vaškovič (-/2),
Petr Vonášek (-/8),
Radek Zlatník (-/1) -
trenér Josef Veniger

### FK Baník Most SHD
J. Bartoš (-/0),
Jaroslav Behina (-/0),
Karel Cyrany (-/0),
M. Lingr (-/0) -
J. Bohata (-/1),
T. Borovička (-/0),
J. Černý (-/1),
Tomáš Heidenreich (-/0),
Ota Hertl (-/1),
Stanislav Hofmann (-/3),
Petr Ihracký (-/0),
Daniel Kail (-/2),
Milan Kožnar (-/0),
L. Kritzbach (-/1),
Radek Listopad (-/0),
Martin Maděra (-/0), 
H. Nájemník (-/0),
F. Novák (-/2),
František Pechr (-/7),
P. Pfeifer (-/1),
B. Rejlek (-/2),
Jan Scheithauer (-/12),
Pavel Schettl (-/3), 
V. Sládek (-/0),
M. Spilka (-/4),
J. Tichý (-/2),
P. Vrána (-/0) -
trenér Jan Laibl

### SK Roudnice nad Labem
R. Bönisch (-/0),
André Houška (-/0) -
M. Arazim (-/1),
J. Aust (-/0),
J. Barták  (-/3),
Milan Bouda (-/2),
Z. Čáp (-/1),
P. Čermák (-/1),
P. Dohnal (-/0),
Marek Hošťálek (/3),
Václav Hrdlička (-/3),
J. Hubený (-/1),
P. Klepáč (-/0),
T. Knap (-/0),
Ludvík (-/1),
M. Mulač (-/1),
M. Myška (-/1),
Aleš Pikl (-/5),
Z. Prchal (-/0),
Marián Řízek (-/9),
P. Saidl (-/1),
Zdeněk Skokan (-/0),
Michal Starczewski (-/0),
M. Strádal (-/3),
Michal Ščasný (-/0),
Jiří Šmidrkal (-/1),
A. Unger (-/2),
Pavel Veleba (-/0),
M. Vinklárek (-/7) -
trenér Zdeněk Ščasný

### EMĚ Mělník
J. Bajer (-/0),
E. Dvořák (-/0),
M. Dvořák (-/0),
M. Pozděna (-/0),
R. Suchý (-/0),
M. Šporka (-/0) -
D. Bárta (-/5),
K. Bělina (-/0),
Vladimír Blüml (-/2),
Coufal (-/1),
Dobeš (-/6),
Tomáš Fidra (-/3),
Milan Fukal (-/0),
Rostislav Hertl (-/0),
J. Chalupa (-/1),
M. Janouch (-/0),
K. Jelínek (-/0),
Michal Káník (-/0),
T. Kozel (-/11),
Lang (-/1),
M. Macek (-/1),
R. Martinec (-/0),
M. Minár (-/2),
Radek Miřatský (-/5),
J. Novotný (-/0),
R. Petrův (-/1),
M. Štěpánek (-/4),
P. Tichý (-/0),
S. Tichý (-/0),
L. Tomášek (-/4),
Jaroslav Veltruský (-/2),
Evžen Vohák (-/1),
M. Voljanskij (-/0) -
trenér Josef Hloušek

### SK Český Brod
J. Fridrich (-/0),
K. Krajník (-/0),
P. Průša (-/0) -
K. Čermák (-/2),
Dolejší (-/4),
J. Doležal (-/1),
Z. Doležal (-/3),
Jiří Dozorec (-/1),
Aleš Foldyna (-/10),
Milan Fukal (-/1),
R. Grajcar (-/1),
Havel (-/3),
Mário Kaišev (-/1),
M. Košvanec (-/0),
R. Kudláček (-/0),
Richard Margolius (-/3),
J. Myslivec (-/0),
P. Nekolný (-/0),
T. Pařízek (-/1),
Tomáš Pěnkava (-/8),
Rimanovský (-/1),
J. Silovský (-/0),
Šimek (-/0),
M. Šmejkal (-/5),
J. Šnajberk (-/0),
J. Špička (-/2),
Roman Veselý (-/8), 
Adrian Vizingr (-/3),
Marek Vomáčka (-/1) -
trenéři Jaroslav Fridrich a Jaroslav Vejvoda

### VT Chomutov
P. Kocourek (-/0),
Martin Luger (-/0),
J. Římsa (-/0) -
Marian Bedrich (-/6), 
M. Březina (-/5),
Ladislav Doseděl (-/4),
Jaroslav Ferenčík (-/3),
Ladislav Fujdiar (-/1),
Patrik Gedeon (-/0),
Vratislav Havlík (-/0),
Jindřich Hefner (-/4),
David Holeček (-/0),
J. Jedlička (-/0),
Vladimír Kosinský (-/2),
Zdeněk Kotalík (-/2),
D. Matouš (-/0),
Zdeněk Menoušek (-/0),
Antonín Mlejnský (-/1),
David Nehoda (-/2),
F. Pajer (-/2),
M. Princ (-/0),
Karel Rezek (-/0),
Michal Seman (-/5),
K. Svoboda (-/0),
P. Svoboda (-/0)
Jiří Šámal (-/0),
Alois Šebek (-/0),
Jaroslav Uličný (-/2),
Josef Valkoun (-/1),
Martin Vašina (-/4),
Radek Vytrlík (-/0),
F. Žikeš  (-/0) -
trenéři Karel Svoboda a Michal Jelínek

### FK Lokomotiva Kladno
A. Brejník (-/0),
P. Hrádek (-/0) -
Pavel Drsek (-/8),
Z. Dryják (-/0),
R. Duda (-/2),
T. Egermajer (-/0),
M. Eisenstein (-/2), 
P. Filip (-/0),
P. Gregor (-/1),
Roman Halwiger (-/0),
Z. Chaloupka (-/3),
J. Charvát (-/0),
Ota Mačura (-/7),
L. Makovský (-/0),
P. Opatrný (-/0),
F. Pařízek (-/0),
V. Sedláček (-/0),
J. Stádník (-/0),
J. Šimek (-/4),
M. Širůček (-/1),
V. Širůček (-/1),
P. Štika (-/0),
R. Vojč (-/6),
J. Vondrák (-/8) -
trenéři Jaroslav Vejvoda a Jiří Nos

### SK Slavia Praha B
R. Chadima (-/0),
Václav Winter (-/0),
K. Zuska (-/0) -
J. Bína (-/0),
P. Dvořák (-/1),
Rostislav Hertl (-/2),
Roman Hogen (-/3),
J. Hovorka (-/1),
V. Hovorka (-/0),
Tomáš Hunal (-/0),
Martin Hyský (-/1),
Lukáš Jarolím (-/6),
Jindřich Jirásek (-/2),
Tomáš Kaplan (-/0),
Tomáš Klinka (-/0),
Ivo Knoflíček (-/1),
Ondrej Krištofík (-/1),
M. Kubr (-/1),
Martin Kulhánek (-/5),
Pavel Kýček (-/1),
Jiří Lerch (-/1),
Leoš Mitas (-/1),
Martin Pazdera (-/0),
Martin Pěnička (-/3),
J. Pfleger (-/0),
Bohuslav Pixa (-/0),
O. Rek (-/1),
D. Roušar (-/2),
Václav Spal (-/0),
P. Šebor (-/0),
David Šimáček (-/1),
Daniel Šmejkal (-/1),
Vladimír Šmicer (-/1),
J. Šmíd (-/1),
Jiří Štajner (-/1),
Hynek Talpa (-/0),
R. Vatka (-/0),
Jaroslav Veltruský (-/2),
František Veselý (-/4) -
trenér Milan Štěrba

### VTJ Karlovy Vary
R. Bartoš (-/0),
M. Hrubý (-/0),
P. Kocourek (-/0) -
R. Benc (-/0),
Radek Čížek (-/2),
M. Čižnár (-/0),
Patrik Gedeon (-/2),
R. Havlík (-/0),
L. Hejný (-/0),
M. Holub (-/2),
David Hrubý (-/2),
J. Jeníček (-/0),
P. Kalfus (-/2),
V. Kocourek (-/7),
P. Lukáš (-/2),
P. Malečka (-/3),
R. Matějíček (-/0),
Tomáš Matějka (-/2),
M. Maxant (-/2),
M. Nur (-/0),
F. Novák (-/9),
K. Pokorný (-/1),
P. Runc (-/0),
J. Slabý (-/3),
David Sládeček (-/9),
Marek Smola (-/0),
Radek Šourek (-/0),
Jan Velkoborský (-/0) -
trenér Jiří Diviš

### FK Tábor
Václav Cízler (-/0),
L. Červenka (-/0),
R. Kraus (-/0) -
P. Dostál (-/1),
T. Dytrych (-/0),
Jan Grombíř (-/0),
P. Hrobský (-/0),
Karel Ilčík (-/0),
J. Janota (-/0),
V. Kášek (-/2),
T. Kocourek (-/0),
J. Kovář (-/0),
Křížka (-/2),
M. Makovička (-/0),
P. Marek (-/0),
A. Meišner (-/0),
L. Mikšík (-/0),
J. Mikulenka (-/1),
R. Mrzena (-/0),
R. Rybák (-/0),
P. Sebera (-/0),
Michal Sokolt (-/0),
L. Šebek (-/6),
P. Šolc (-/2),
M. Šreyer (-/0),
M. Švec (-/1),T.Flachs(-/5)
Valášek (-/0),
P. Vavřina (-/1),
Vojta (-/0) -
trenéři Jan Grombíř a Karel Ilčík

### FCK Slavia Mladá Boleslav
M. Hikl (-/0),
J. Malík (-/0),
Radim Straka (-/0) -
Bajer (-/0),
S. Bejda (-/0),
L. Bláha (-/0),
Jan Buryán (-/3),
Jiří Dozorec (-/1),
Jan Flachbart (-/1),
Tibor Fülöp (-/0),
J. Hlaváček (-/0),
L. Hlaváček (-/4),
Martin Hodoval (-/4),
J. Karban (-/0),
R. Kettner (-/0),
Václav Koloušek (-/3),
J. Maruška (-/0),
M. Mašek (-/1),
Petr Niklfeld (-/1),
P. Novák (-/0),
Petr Papoušek (-/4),
M. Pechanec (-/1),
L. Pokorný (-/1),
R. Truksa (-/7),
L. Vlk (-/1) -
trenér Milan Šíp

### FC Agrox Vlašim
Pavel Kňazík (-/0),
Petr Oudran (-/0),
R. Pěkný (-/0) -
Bouda (-/1),
P. Brodan (-/0),
D. Dvořák (-/0),
J. Fiala (-/0),
R. Filip (-/0),
F. Heřmánek (-/6),
Ondřej Houda (-/7),
V. Houdek (-/1),
Libor Jadamus (-/0),
M. Jelínek (-/0),
M. Kakos (-/1),
J. Klíma (-/3),
Stanislav Koller (-/0),
P. Kříž (-/1),
J. Mleziva (-/0),
M. Ottl (-/0),
Pánek (-/7),
Pokorný (-/0),
R. Rezek (-/4),
Sichrovský (-/1),
V. Skiba (-/1),
P. Šimáček (-/4),
Šlohofer (-/2),
J. Toupal (-/0) -
trenéři Bohumil Hlaváč a Lubomír Pružina

### FC Sparta Krč Praha
Ludvík Buriánek (-/0),
J. Doležal (-/0),
V. Kostlivý (-/0),
M. Švec (-/0),
Petr Voženílek (-/0) -
J. Bílek (-/0),
P. Čížek (-/1),
T. Čuřín (-/0),
P. Dobiáš (-/1),
R. Hanus (-/0),
T. Herynek (-/0),
M. Hroník (-/0),
Jiří Kabyl (-/2),
J. Kačerovský (-/0),
K. Klíma (-/0),
Š. Kment (-/1),
M. Knesl (-/3),
Ľubomír Mihok (-/0),
Marek Nikl (-/1),
L. Olmr (-/0),
J. Orinič (-/3),
P. Pařízek (-/2),
J. Pavlík (-/0),
Somolík (-/2),
J. Špánek (-/1),
F. Tichý (-/0),
F. Tikal (-/0),
K. Vais (-/0),
R. Vyleta (-/0),
Wurczell (-/1) -
trenéři Pavel Chrdle a Karol Dobiaš

### SK Strakonice 1908
Bohumil Mára (-/0),
R. Němec (-/0),
Michal Reiser (-/0) -
S. Blažek (-/1),
J. Cibulka (-/0),
David Faja (-/0),
Vladimír Halgaš (-/0),
B. Holík (-/1),
M. Chaluš (-/0),
V. Chmiel (-/0),
M. Chvosta (-/0),
P. Kárník (-/0),
K. Malý (-/2),
R. Malý (-/0),
M. Mišjak (-/0),
J. Mráz (-/0),
J. Němeček (-/3),
J. Panuška (-/2),
Alois Roučka (-/3),
M. Somolík (-/0),
M. Šedivý (-/1),
J. Tisot (-/1),
Pavel Vaigl (-/1),
D. Vašek (-/0),
Jan Zušťák (-/7) -
trenér Josef Chaluš